# أبو نصر سعد بن علي
أبو نصر سعد بن علي (؟ - 1465) هو سعد بن علي بن يوسف المستغني بالله بن محمد بن يوسف بن إسماعيل بن فرج بن إسماعيل بن يوسف. من بني نصر أو بني الأحمر المنحدرة من قبيلة الخزرج القحطانية، حكم مملكة غرناطة في الأندلس فترتين خلال عامي (1454 - 1464).